# Lonnie Shelton
Lonnie Jewel Shelton (Bakersfield, 19 de outubro de 1955 — Westminster, 8 de julho de 2018) foi basquetebolista norte-americano que atuou como ala-pivô.  

## Carreira
Em toda sua carreira na National Basketball Association (NBA), atuou pelo New York Knicks entre 1976 e 1978, pelo Seattle SuperSonics entre 1978 e 1983, e pelo Cleveland Cavaliers entre 1983 e 1985. 

## Morte
Shelton morreu no dia 8 de julho de 2018, aos 62 anos de idade, em Westminster, na Califórnia, vítima de complicações de um ataque cardíaco.